# Кавасила
Кавасила (грч. Καβάσιλα) је насељено место у општини Александрија у периферији Средишња Македонија, Грчка. Према попису из 2021. године било је 519 становника.
Насеље је 1913. године имало 139 житеља Грка. После 1923. године насељено је 79 грчких избеглица. На попису из 1928. Кавасила је имала 190 становника.